# Dondo (Mosambik)
Dondo ist eine Stadt in Mosambik in der Provinz Sofala.

## Geographie
Dondo liegt gut 20 Kilometer nordnordwestlich der Provinzhauptstadt Beira, etwa 10 Kilometer westlich der Stadt fließt der Pungwe. Seit 1998 ist Dondo eine Municipio mit 382 382 Quadratkilometern Fläche. Zudem ist sie Verwaltungssitz des Distrikts.

## Bevölkerung
Die Stadt hatte 2009 nach einer Schätzung 78.639 Einwohner. Schon 1997 zählte man 71.644 Menschen, doch sank die Einwohnerzahl auf geschätzte 61.000 im Jahr 2003.

## Geschichte
Am 24. Juli 1986 erhielt Dondo die Stadtrechte.

## Politik
Präsident des Stadtrats (Conselho Municipal) ist Manuel Cambezo (Stand: 2009, 2012).

## Wirtschaft und Infrastruktur
In Dondo steht das Zementwerk von Cimentos de Mozambique, das Kalkstein aus Muanza verwendet. Außerdem befindet sich hier eine der beiden Fabriken Mosambiks für  Eisenbahnschwellen. Die andere befindet sich weiter nördlich in Vila de Sena.
Dondo hat eine Bahnstation. Hier trifft die Strecke nach Malawi und Moatize auf die Strecke nach Simbabwe.